# سازمان شهرداری‌ها و دهیاری‌های کشور
سازمان شهرداری‌ها و دهیاری‌های کشور زیرمجموعه‌ای از وزارت کشور ایران و متولی شهرداری‌ها و دهیاری‌ها در سراسر ایران است. این سازمان بزرگ‌ترین دستگاه اجرایی ایران است که در سال ۱۴۰۰ معادل ۹۸ هزار میلیارد تومان بودجه داشته است (تقریباً ۳٫۴ درصد بودجهٔ کل کشور).
نام این سازمان تا سال ۱۳۸۳، «سازمان شهرداری‌های کشور» بود که از آن پس به «سازمان شهرداری‌ها و دهیاری‌های کشور» تغییر کرد. رئیس این سازمان از مهر ۱۴۰۳ مسعود نصرتی است.

## ساختار داخلی
- معاونت امور شهرداری‌ها
- معاونت امور دهیاری‌ها
- معاونت توسعه مدیریت و منابع[۴]